# Baron Berkeley of Stratton

Wappen der Barons Berkeley of Stratton

Baron Berkeley of Stratton, of Stratton in the County of Cornwall, war ein erblicher britischer Adelstitel in der Peerage of England.
Der Titel wurde am 19. Mai 1658 für Sir John Berkeley geschaffen. Er war ein royalistischer Militärführer im Englischen Bürgerkrieg und entfernt mit den Barons Berkeley verwandt. Der Titel erlosch beim kinderlosen Tod des 5. Barons am 18. April 1773.

## Liste der Barons Berkeley of Stratton (1658)
- John Berkeley, 1. Baron Berkeley of Stratton (1602–1678)
- Charles Berkeley, 2. Baron Berkeley of Stratton (1662–1681)
- John Berkeley, 3. Baron Berkeley of Stratton (um 1663–1697)
- William Berkeley, 4. Baron Berkeley of Stratton († 1741)
- John Berkeley, 5. Baron Berkeley of Stratton († 1773)